# Obléhání Kadaně 1421
Obléhání Kadaně a její následné dobytí vojsky II. křížové výpravy roku 1421 bylo jednou z prvních velkých událostí husitských válek. Po dobytí královského města Kadaně, táhlo křižácké vojsko na Žatec, kde bylo poraženo.

## Předcházející události
Před rokem 1419 byla Kadaň členem landfrýdního spolku žateckého kraje, vojensko-politického uskupení měst Žatec, Most, Kadaň, Louny a Chomutov, jehož zformování inicioval již 2. prosince 1399 král Václav IV. Po rozpadu této aliance, kdy se Žatec a Louny přidaly na stranu reformního hnutí, zůstala Kadaň neutrální.
Na jaře 1421 byla vypravena společná vojska táborská a pražská. Ta 16. března 1421 dobyla a zmasakrovala Chomutov, krátce poté obsadila také Kadaň. Později na podzim téhož roku byla uskutečněna II. křížová výprava. Na Kadaň táhla od Chebu.

## Tažení na Kadaň
Dne 3. září 1421 spojené křižácké vojsko v čele s falckrabětem Ludvíkem dobylo městečko a hrad Mašťov na Kadaňsku. Dle kronikářů bylo na šestaosmdesát zajatých obránců potupně vysvlečeno do naha a rozsekáno na kusy, které pak byly spáleny. Kněz, jehož křižáci na hradě našli, byl svržen do hradního příkopu a následně upálen. Křižácká vojska plenila vesnice na Kadaňsku, ves Mladějov následkem křižáckého rabování úplně zanikla. Hrádek Křečov byl křižákům vydán rytířem Divišem z Křečova, který byl zajat a odvezen do Bavor.
Jakmile se vojsko křižáků začalo přibližovat ke Kadani, vydal hejtman pražské posádky rozkaz k opuštění Kadaně a Chomutova a ústupu do Žatce. V Kadani po odjezdu pražských zavládl zmatek. Došlo k ostrým sporům mezi katolíky a stoupenci reformace o osud Kadaně. Katolíci chtěli město vydat křižákům bez boje, což by však znamenalo následný masakr kadaňských reformních měšťanů. Nakonec reformní strana přepadla domy svých odpůrců a vyhnala je z města.

## Obléhání
V čele obránců stanul pravděpodobně rytíř Ojíř z Očedělic, který se za kadaňské hradby uchýlil poté, co jeho panství v okolí Mašťova a Radonic křižáci srovnali se zemí. V brzkých ranních hodinách 8. září 1421 přitáhlo mohutné křižácké vojsko před Kadaň. Zanedlouho poté ještě ke Kadani ze severovýchodu dorazilo křižácké míšeňské vojsko. Navzdory drtivé přesile se křižákům nedařilo do města proniknout. Rozhodující byla zrada několika vyhnaných katolických měšťanů. Ti křižákům vyzradili, že hradba v úseku mezi kadaňským hradem a Špitálskou baštou je chatrnější. Křižáci na ono místo dopravili těžké obléhací dělo, tzv. bombardu. Krátce poté co bylo opevnění proraženo, pronikli křižáci do města. Bojovalo se na hradbách i v ulicích. Po několikahodinových bojích zůstala poslední nedobytá bašta, kterou hájil právě Ojíř z Očedělic se svou družinou. Křižáci, kterým se nedařilo hradební baštu dobýt, ji nakonec podkopali a zapálili. Ojíř z Očedělic v baště se svými druhy uhořel.

## Důsledky
Křižáci se zmocnili obrovské kořisti ukryté na kadaňském hradě. Kněží kolínského arcibiskupa Dietricha provedli v Kadani a okolí rozsáhlá inkviziční šetření, značné množství lidí bylo tehdy prohlášeno za heretiky a vydáno k upálení. Informace obsahuje kronika benediktinského kronikáře Jeana de Stavelot, který se tažení osobně zúčastnil. Kadaň byla obsazena vojáky franckého rytíře Erkingera ze Seinsheimu, kterému král Zikmund 9. září 1422 potvrdil držení města. Královské město Kadaň pak zůstalo až do konce husitských válek součástí katolického tábora.